# Циганков Геннадій Дмитрович
Геннадій Дмитрович Циганков (рос. Геннадий Дмитриевич Цыганков; 16 серпня 1947, смт. Ваніно, Хабаровський край, СРСР — 16 лютого 2006, м. Санкт-Петербург, Росія) — радянський хокеїст, захисник. Заслужений майстер спорту СРСР (1972).
З 1966 по 1968 роки виступав за СКА (Хабаровськ). З 1969 по 1979 — за ЦСКА (Москва). У 1980 році грав за СКА (Ленінград). Чемпіон СРСР (1970, 1971, 1973, 1973, 1975, 1977, 1978, 1979), срібний призер (1974, 1976). В чемпіонатах СРСР провів 362 матчі, 52 голи. Володар Кубка СРСР 1973 і 1977, фіналіст розіграшу Кубка СРСР 1976.
У складі національної збірної СРСР — олімпійський чемпіон (1972, 1976); чемпіон світу (1971, 1973, 1974, 1975, 1978, 1979), срібний призер (1972, 1976), бронзовий призер (1977); чемпіон Європи (1973, 1974, 1975, 1978, 1979), срібний призер (1972), бронзовий призер (1976, 1977). На Олімпійських іграх та чемпіонатах світу провів 91 матч (десять закинутих шайб), а всього у складі збірної СРСР — 201 матч (17 голів).
Нагороджений медаллю «За трудову доблесть» (1972) орденами «Знак Пошани» (1975) і «Трудового Червоного Прапора» (1978), Почесним знаком «За заслуги у розвитку фізичної культури і спорту» (2002).
Після закінчення ігрової кар'єри працював у дитячій спортивній школі ЦСКА, тренував команду першої ліги СКА (Свердловськ). У сезонах 1989—90 і 1990—91 років очолював СКА (Ленінград). Потім працював у дитяій хокейній школі «Спартак», заступником директора і тренером-консультантом з хокею школи-інтернату № 357 «Олімпійські надії».
Помер 16 лютого 2006 року у Санкт-Петербурзі. Похований на Серафімовському цвинтарі.